# Dick Swaab
Dick Frans Swaab (Amsterdam, 17 december 1944) is een Nederlandse arts en neurobioloog, die bekendheid geniet als hersenonderzoeker. Hij is emeritus hoogleraar in de neurobiologie aan de Universiteit van Amsterdam en was tot 2005 directeur van het Nederlands Herseninstituut van de Koninklijke Nederlandse Akademie van Wetenschappen. Swaab leidt een onderzoeksgroep aan het Nederlands Herseninstituut in Amsterdam en is hoogleraar aan de Zhejiang Universiteit in Hangzhou, Volksrepubliek China.

## Levensloop
Vader Leo Swaab was gynaecoloog en van Joodse afkomst. Hij was getrouwd met een protestantse vrouw. Tijdens de oorlog zat hij ondergedoken in zijn eigen huis. Hij werd echter verraden en opgepakt door de Duitsers. Zijn vrouw, inmiddels in verwachting van haar zoon Dick, hielp hem ontsnappen uit het hoofdkwartier van de Sicherheitsdienst.
Swaab werd geboren in de hongerwinter. Na hem volgde nog een broer en jongere zus, Els Swaab. Hij deed eindexamen aan het Amsterdams lyceum in 1963. Hij deed zijn doctoraal examen geneeskunde aan de Universiteit van Amsterdam in 1968, en promoveerde in 1970 bij professor Ariëns Kappers op een neuro-endocrien onderwerp. In 1972 haalde hij zijn artsexamen.
Van 1978 tot 2005 was Swaab directeur van het Nederlands Instituut voor Hersenonderzoek, na die functie al drie jaar te hebben waargenomen. In 1979 werd hij benoemd tot hoogleraar neurobiologie aan de Universiteit van Amsterdam. In 1985 richtte hij de Nederlandse Hersenbank op, om het onderzoek naar hersenziekten te faciliteren. In 1986 richtte Swaab een stichting op. Doelstelling van de 'Vrienden van het Herseninstituut' is het financieel ondersteunen van de Hersenbank en van onderzoek. 
Dick Swaab is sinds 2017 lid van het Comité van Aanbeveling van de Studiekringen50Plus. Sinds 2018 werkt hij regelmatig mee aan de tweewekelijkse opiniekrant Argus.

## Onderzoek

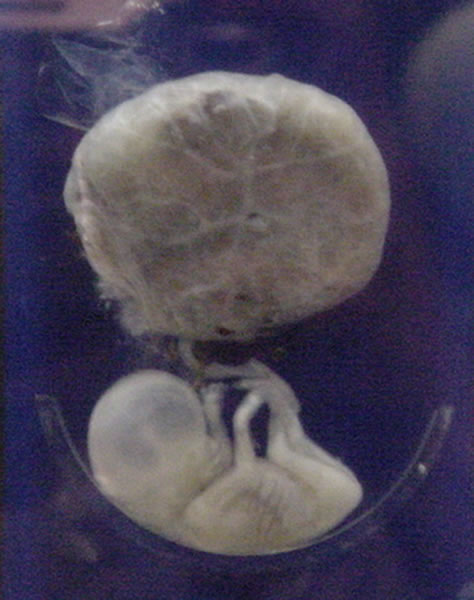
Foetus met placenta

Swaab is vooral bekend geworden door zijn onderzoek en ontdekkingen op het gebied van de hersenanatomie en neurofysiologie, met name de invloed die allerlei hormonale en biochemische factoren al in de baarmoeder op de hersenontwikkeling hebben. Omdat het hier een onderwerp betreft waar de politieke ideologie van het tijdsgewricht vaak niet overeenstemde met de wetenschappelijke bevindingen (bijvoorbeeld structurele en functionele verschillen tussen de hersenen van vrouwen en mannen, of verschillen in de hersenen van homoseksuele mensen vergeleken met de hersenen van heteroseksuele seksegenoten), is Swaab vaak in het nieuws geweest; controverse heeft hij nimmer geschuwd en zijn bevindingen en standpunten heeft hij steeds met overtuiging uitgedragen. Hij is daarom vaak verketterd door mensen die het niet met zijn bevindingen eens waren.
Volgens eigen zeggen is Swaab door zijn jarenlange onderzoek tot de deterministische en materialistische conclusie gekomen dat we geen hersenen hebben maar onze hersenen zijn. De natuurkundige en chemische processen in onze hersenen bepalen volgens hem hoe we reageren en wie wij zijn. Homoseksualiteit werd lang als een keuze ervaren, zowel door voor- als tegenstanders. Dick Swaab ziet het als een onbedwingbare aanleg in de hersenen. Voor echte vrije wil is eigenlijk niet veel plaats en waarschijnlijk bestaat die dan ook niet volgens Swaab, evenmin als een geest of ziel die onafhankelijk van de hersenen kan functioneren.
De theorie van het 'eeuwig bewustzijn' van ex-cardioloog Pim van Lommel is volgens Swaab 'overbodig en flauwekul'. Dit bracht naast gemengde reacties vanuit de wetenschap ook negatieve reacties teweeg onder voormannen van verscheidene religies, en de new age-beweging. Na zijn pensioen houdt Swaab zich bezig met onderzoek naar de ziekte van Alzheimer, depressie en suicide.

## Erkenning

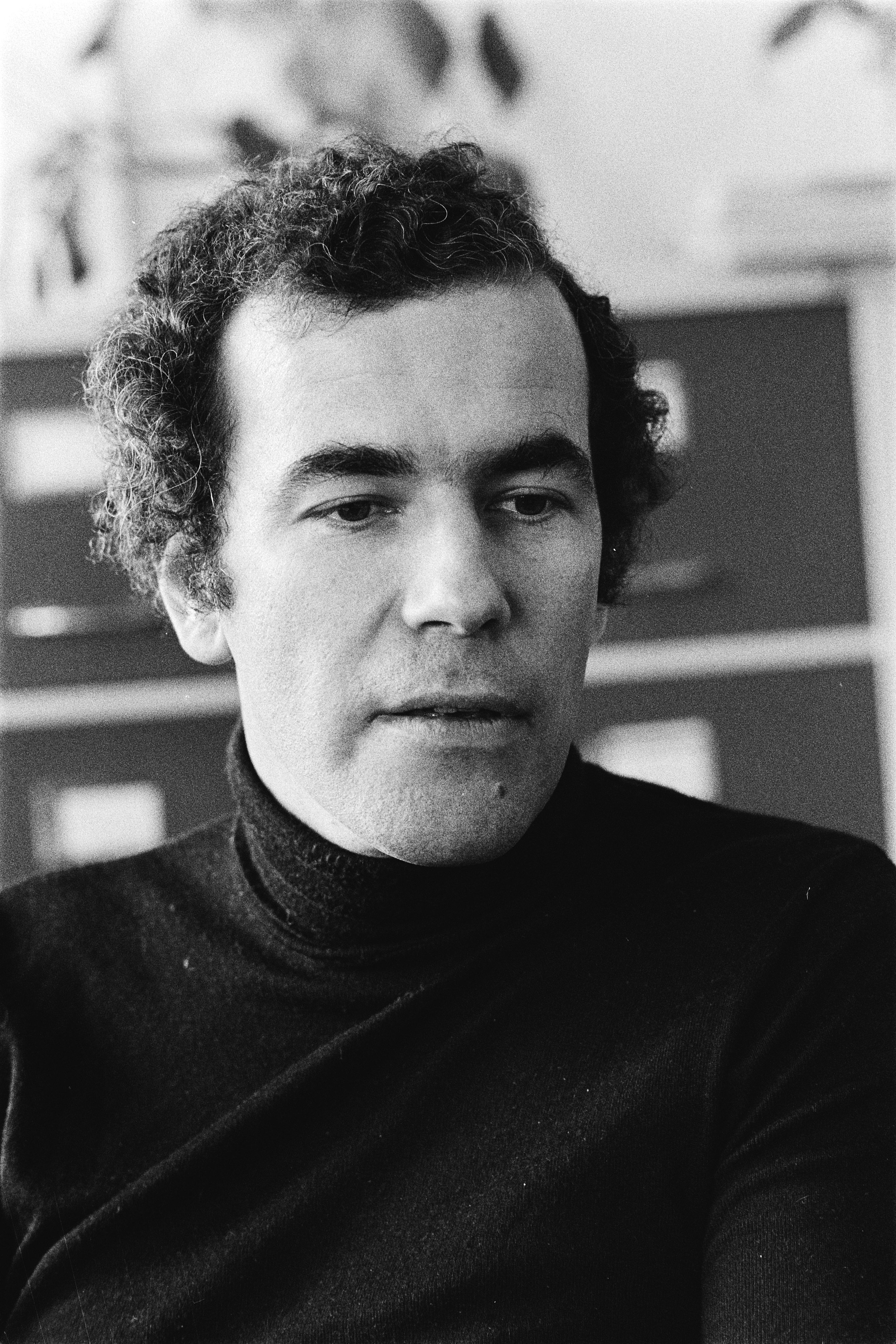
Dick Swaab (1980)

Swaab heeft talloze wetenschappelijke prijzen gewonnen en heeft 84 promovendi begeleid, van wie er 16 hoogleraar geworden zijn. Hij is redactielid of hoofdredacteur van een aantal tijdschriften over hersenonderzoek. Hij heeft meer dan 540 artikelen gepubliceerd in 'peer-reviewed' tijdschriften en is eindredacteur van 41 wetenschappelijke boeken geweest. Hij heeft aan meer dan 200 boeken een hoofdstuk bijgedragen. Hij is lid, oprichter of erelid van vele wetenschappelijke en beroepsverenigingen. Hij is gasthoogleraar bij het Max Planck-Instituut voor Psychiatrie, München, Duitsland, op drie plaatsen in China, en in Stanford (Verenigde Staten). Hij heeft de koninklijke onderscheiding Ridder in de Orde van de Nederlandse Leeuw ontvangen. In 2005 was hij te zien in het programma God bestaat niet waarin vooraanstaande wetenschappers geïnterviewd werden. In 2009 werd er een documentaire over hem uitgezonden in het VPRO-programma Profiel. In 2011 was Swaab te gast bij het televisieprogramma Zomergasten.
Op wetenschappelijk gebied is Swaab een belangrijke en internationaal bekende onderzoeker, met veel publicaties. Hij wordt veel geciteerd in wetenschappelijke en in lekenpublicaties.

## Publicaties (selectie)
- Dick Swaab, The Human Hypothalamus, Uitgeverij Elsevier, 2003/2004.
- Dick Swaab, Wij zijn ons brein, Uitgeverij Contact, 2010. ISBN 9789025435226
- Dick Swaab, Ons creatieve brein, Uitgeverij Atlas Contact, 2016. ISBN 9789045030579